# Gleina
Gleina település Németországban, azon belül Szász-Anhalt tartományban. Lakosainak száma 1168 fő (2023. december 31.). Gleina Laucha an der Unstrut, Freyburg és Karsdorf községekkel határos.

## Népesség
A település népességének változása:
| Lakosok száma | 1215 | 1213 | 1170 | 1177 | 1168 |
|               | 2017 | 2019 | 2021 | 2022 | 2023 |